# Bundesautobahn 252
La Bundesautobahn 252, BAB 252, A252 ou Autobahn 252, est une autoroute allemande passant par le centre-ville de Hambourg. Elle mesure 1,5 kilomètre de longueur.